# Libia na Letnich Igrzyskach Olimpijskich 2008
Libię na Letnich Igrzyskach Olimpijskich 2008 reprezentowało 7 zawodników w 5 dyscyplinach.
Był to dziewiąty start reprezentacji Libii na letnich igrzyskach olimpijskich.

## Judo
Mężczyźni
| Zawodnik          | Konkurencja | 1/32 finału               | 1/16 finału                  | Ćwierćfinał                  | Półfinał                     | Pierwsza runda repasaży      | Ćwierćfinał repasaży         | Półfinał repasaży            | Finał                        |
| Zawodnik          | Konkurencja | Przeciwnik Wynik          | Przeciwnik Wynik             | Przeciwnik Wynik             | Przeciwnik Wynik             | Przeciwnik Wynik             | Przeciwnik Wynik             | Przeciwnik Wynik             | Przeciwnik Wynik             |
| ----------------- | ----------- | ------------------------- | ---------------------------- | ---------------------------- | ---------------------------- | ---------------------------- | ---------------------------- | ---------------------------- | ---------------------------- |
| Mohamed Ben Saleh | do 100 kg   | Daniel Hadfi P 0000- 1001 | Odpadł z dalszej rywalizacji | Odpadł z dalszej rywalizacji | Odpadł z dalszej rywalizacji | Odpadł z dalszej rywalizacji | Odpadł z dalszej rywalizacji | Odpadł z dalszej rywalizacji | Odpadł z dalszej rywalizacji |

## Kolarstwo
Mężczyźni
| Zawodnik       | Konkurencja                | Czas | Miejsce |
| -------------- | -------------------------- | ---- | ------- |
| Ahmed Belgasim | wyścig ze startu wspólnego | DNF  | DNF     |

## Lekkoatletyka
Mężczyźni
| Zawodnik             | Konkurencja | Finał | Finał   | Miejsce |
| Zawodnik             | Konkurencja | Wynik | Miejsce | Miejsce |
| -------------------- | ----------- | ----- | ------- | ------- |
| Ali Mabrouk El Zaidi | maraton     |       |         | DNF     |

Kobiety
| Zawodniczka | Konkurencja | Bieg eliminacyjny | Bieg eliminacyjny | Półfinał | Półfinał | Finał | Finał   | Miejsce |
| Zawodniczka | Konkurencja | Wynik             | Miejsce           | Wynik    | Miejsce  | Wynik | Miejsce | Miejsce |
| ----------- | ----------- | ----------------- | ----------------- | -------- | -------- | ----- | ------- | ------- |
| Ghada Ali   | 400 m       | 1:06,19           | 50                |          |          |       |         | 50      |

## Pływanie
| Zawodnik       | Konkurencja                    | Bieg eliminacyjny | Bieg eliminacyjny | Półfinał                      | Półfinał                      | Finał                         | Finał                         |
| Zawodnik       | Konkurencja                    | Czas              | Miejsce           | Czas                          | Miejsce                       | Czas                          | Miejsce                       |
| -------------- | ------------------------------ | ----------------- | ----------------- | ----------------------------- | ----------------------------- | ----------------------------- | ----------------------------- |
| Sofyan El Gadi | 100 m stylem dowolnym mężczyzn | 57.89             | 64                | Odpadł z dalszej rywalizacji  | Odpadł z dalszej rywalizacji  | Odpadł z dalszej rywalizacji  | Odpadł z dalszej rywalizacji  |
| Asmahan Farhat | 100 m stylem klasycznym kobiet | 1:21.68           | 47                | Odpadła z dalszej rywalizacji | Odpadła z dalszej rywalizacji | Odpadła z dalszej rywalizacji | Odpadła z dalszej rywalizacji |

## Taekwondo
Mężczyźni
| Zawodnik       | Konkurencja       | 1/16 finału      | Ćwierćfinał                  | Półfinał                     | Repasaże Ćwierćfinał         | Repasaże Półfinał            | Finał                        |
| Zawodnik       | Konkurencja       | Przeciwnik Wynik | Przeciwnik Wynik             | Przeciwnik Wynik             | Przeciwnik Wynik             | Przeciwnik Wynik             | Przeciwnik Wynik             |
| -------------- | ----------------- | ---------------- | ---------------------------- | ---------------------------- | ---------------------------- | ---------------------------- | ---------------------------- |
| Ezzideen Tlish | 59-68 kg mężczyzn | Dmitriy Kim DSQ  | Odpadł z dalszej rywalizacji | Odpadł z dalszej rywalizacji | Odpadł z dalszej rywalizacji | Odpadł z dalszej rywalizacji | Odpadł z dalszej rywalizacji |